# Ken (ファッションモデル)
Ken （ケン、1981年7月29日 - ）は、日本で活動するブラジル・サンパウロ市出身の男性ファッションモデル。日本とブラジルのハーフ。既婚。2児の父。
以前はアーバンエージェンシーに所属していた。現在はティーム・エヴィーバ所属。主に雑誌『Gainer』の専属モデルとして活躍している。

## 出演

### 雑誌
- Gainer （表紙）
- Men's voi

### 広告
- オンワード樫山「23区 HOMME」
- ユニクロ

### CM
- ケンタッキーフライドチキン
- アパガード
- ダイハツ
- NIVEA（タイ）
- GM（タイ）
- Gillette（タイ）